# Üzbég (település)
Üzbég (más néven Izbék, szlovákul Zbehy) község Szlovákiában, a Nyitrai kerületben, a Nyitrai járásban. Kisandacs (szlovákul: Andač) tartozik hozzá.

## Fekvése

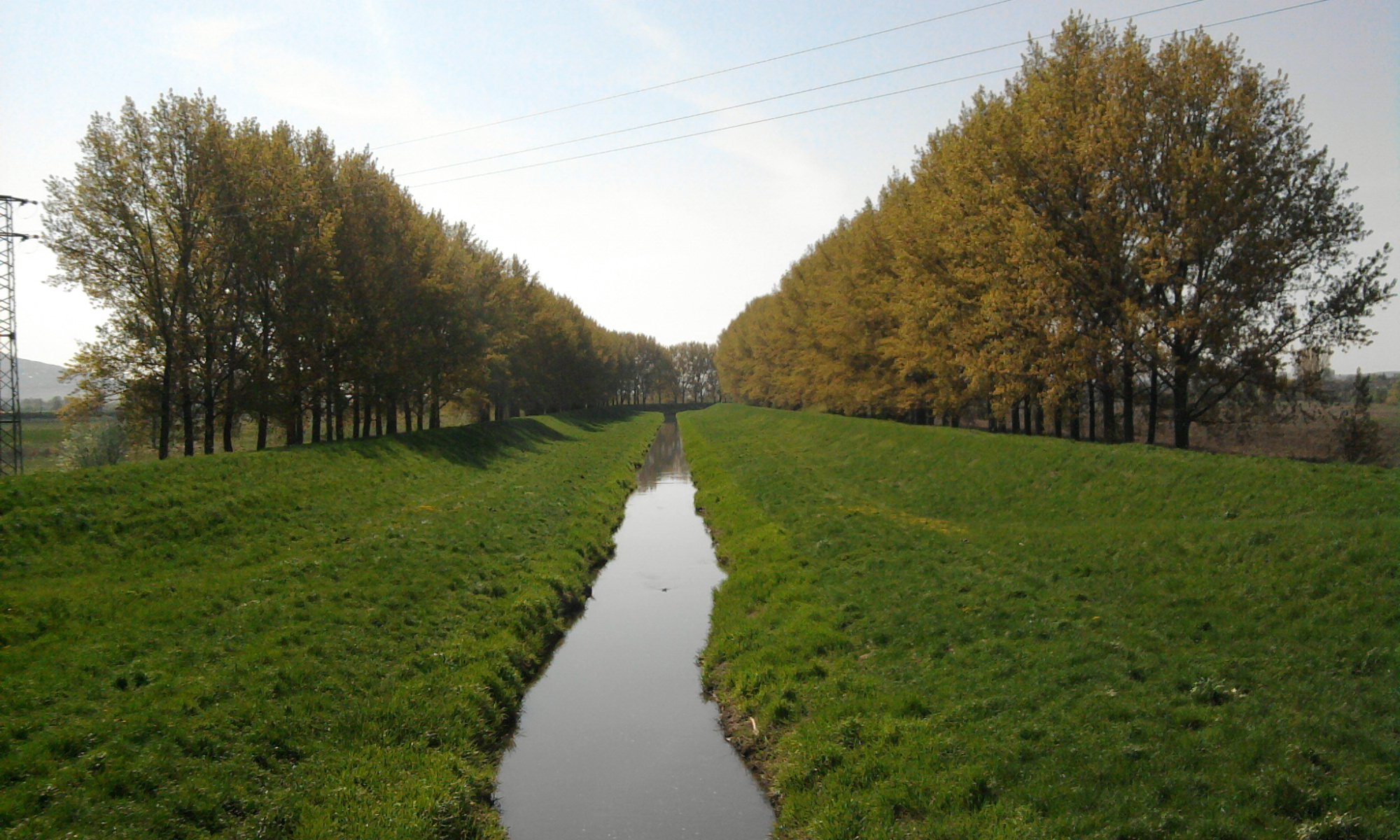
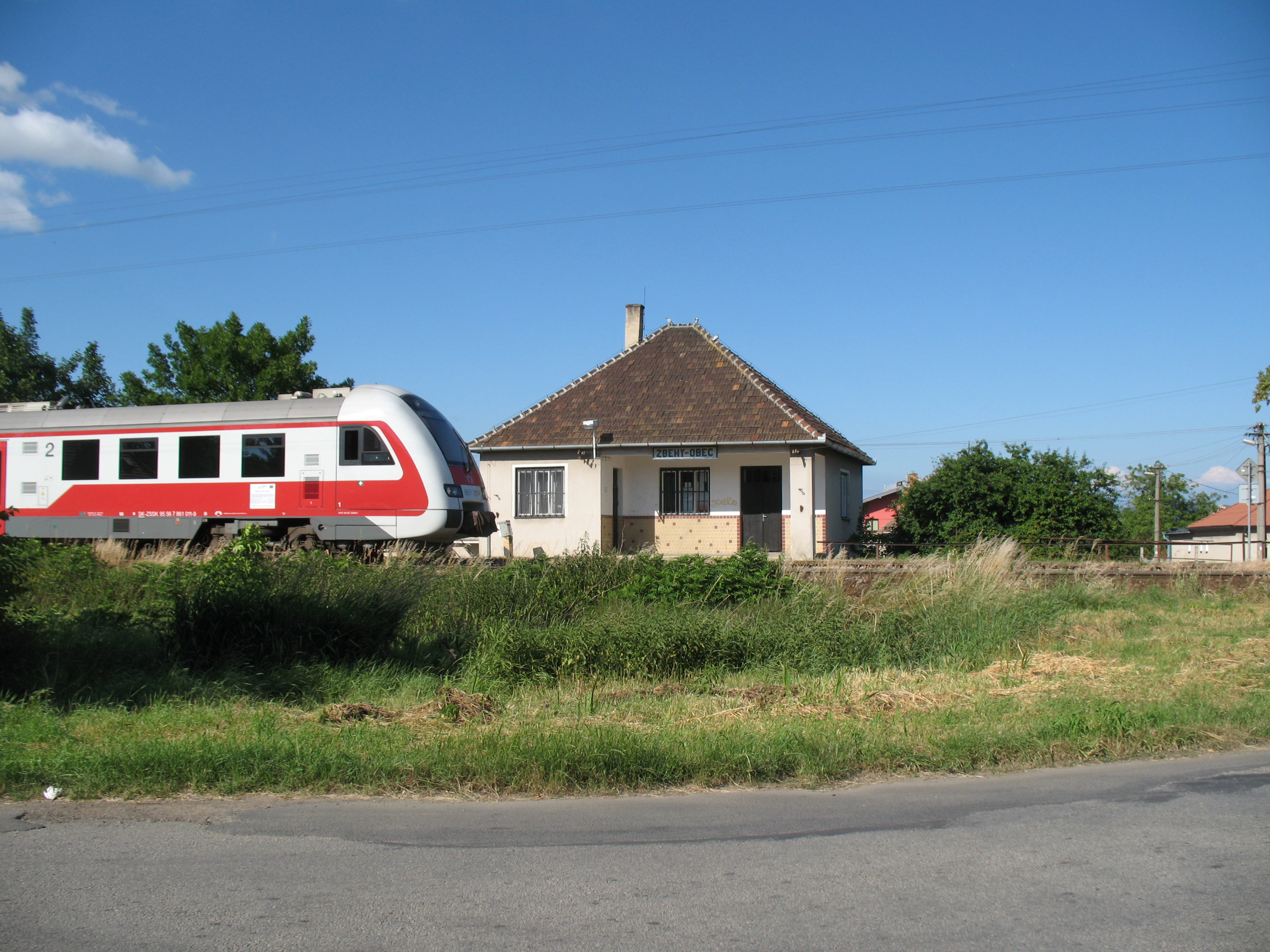
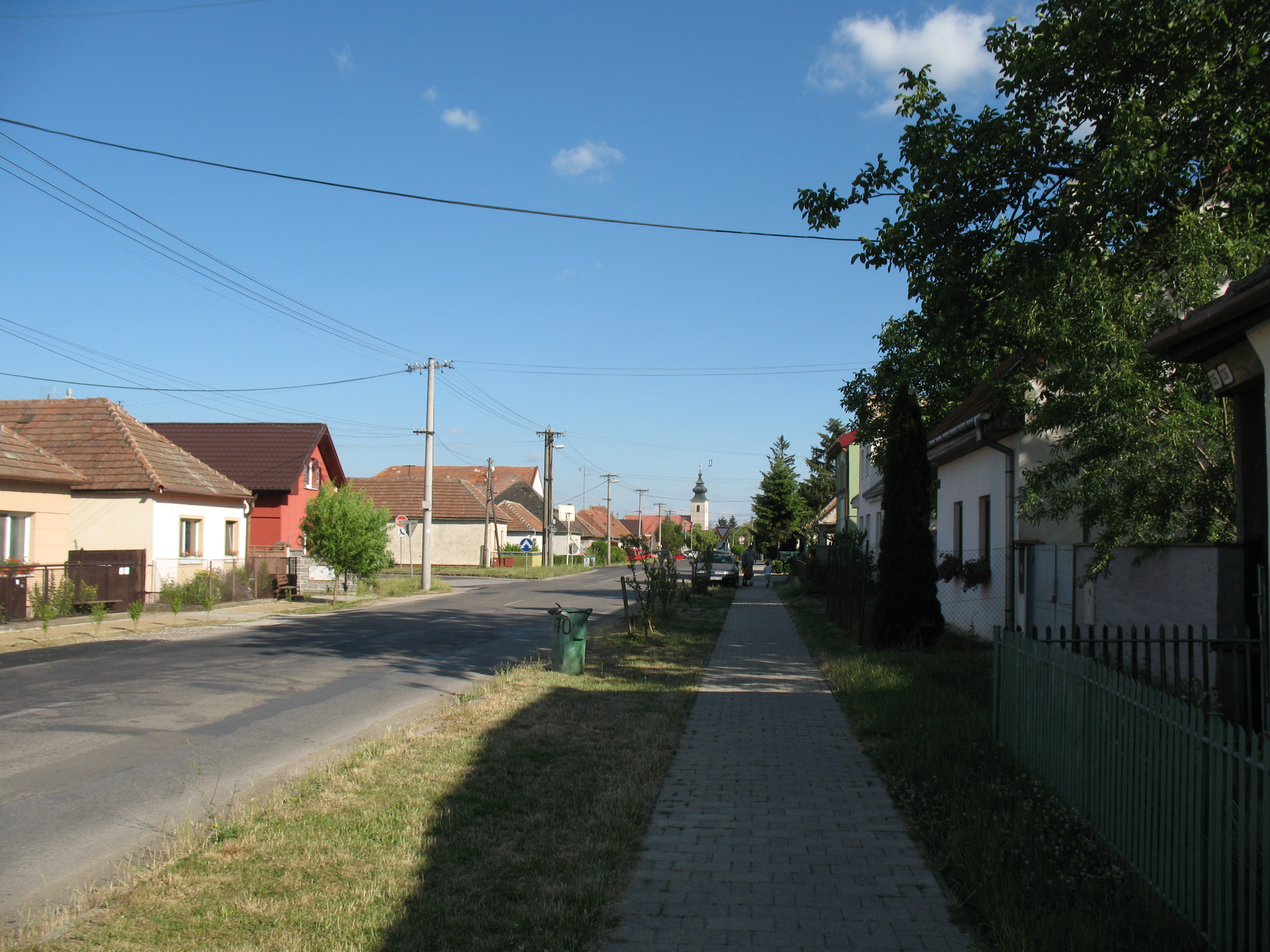

Nyitrától 8 km-re északnyugatra, a Nyitra jobb partján fekszik.

## Élővilága
Üzbégen egy gólyafészket tartanak nyilván. 2011-2013 között mindig 3 fiókát számoltak össze. 2014-ben 4, 2015-ben 3, 2017-ben 4, 2018-ban és 2024-ben 1 fióka volt.

## Története
A régészeti leletek tanúsága szerint területén már a korai bronzkorban település állt, melynek csontvázas temetőjét feltárták. Területén találtak egy megsemmisült középkori települést is a 12. századból, román stílusú templomának alapjaival.
A mai települést 1156-ban "Jegu" alakban említik először, amikor Márton esztergomi érsek az esztergomi templomban Szűz Mária tiszteletére oltárt építtet és elrendeli, hogy 17 falu – köztük 10 Nyitra környéki falu – tizedét erre a célra fordítsák. 1279-ben említik az elpusztult Kend települést (Kendy).
Üzbéget 1269-ben "Izbeg", 1342-ben "Ezbeg" néven említik. 1292-ben Csolka fiai az érsekség birtokain tett károkért cserébe lemondtak üzbégi birtokukról Monoszló Lodomér esztergomi érsek javára. 1382-ben és 1397-ben említik hetivásárját. 1403-ban Zsigmond több más faluval együtt, mint az esztergomi érsekség birtokait a lázadások miatt lefoglalta. 1429-ben vámját is említik. Az esztergomi érsekség tulajdonában állt, de a 16. századtól több nemesi családnak is volt itt birtoka. 
1582-ben Verebély, Cétény, Üzbég és Nyitraegerszeg lakói panaszkodtak Zeleméry László ellen. Az esztergomi érsekség birtokán 1597-ben végeztek kárfelmérést. 1598-ban felégette a török. 
1452-ben 18, 1571-ben 17 jobbágytelke volt. 1715-ben szőlőskerttel, sörfőzdével és 36 háztartással rendelkezik. 1787-ben 110 házát 619-en lakták. 1828-ban 90 háza volt 628 lakossal. Lakói mezőgazdasággal, szőlő- és gyümölcstermesztéssel foglalkoztak. A 19. század végétől sokan dolgoztak a vasútnál is. 1887-ben a csendőrök 6 embert lőttek agyon a faluban.
Fényes Elek szerint "Üzbégh, Nyitra m. tót falu, a Nyitra-völgyben, ut. p. Nyitrától északra 1 1/2 mfdnyire. Számlál 790 kath., 13 zsidó lak. Van katholikus paroch. temploma. – Határa több helyt mocsáros; réte sok és jó; erdeje is van. F. u. az esztergomi érsek."
Nyitra vármegye monográfiája szerint "Üzbég, Nyitrától éjszakra, a Nyitra jobb partján, 1032 r. kath. lakossal, a kik néhány magyar és német kivételével tótok. Posta-, táviró- és vasúti állomása van. Kath. temploma 1706-ban épült és fallal van körülvéve. Kegyura a herczegprimás. Földesura az esztergomi érsekség volt, melynek itt ma is nagyobb kiterjedésü birtoka van. E községről már 1156-ban emlékezik meg egy összeírás, csakhogy „Jegu” néven. Már a XIII. században mostani nevével találkozunk."
Népviseletét Jankó János is külön megemlíti "A millenniumi falu terve" című kéziratában, melyet Nyitra vármegye közgyűlési termét díszítő képgyűjtemény részeként látott Kovács Gyulával együtt, s azt javasolták a milleneumi kiállításon is bemutatni. A trianoni békeszerződésig területe Nyitra vármegye Nyitrai járásához tartozott.
1936. május 30-án nagy jégeső károsította meg Nyitrát, valamint Alsó- és Felsőköröskény, Berencs, Cabajcsápor, Csekej, Nagyemőke, Nagycétény, Nyitracsehi, Nyitraegerszeg, Salgó, Tormos, Ürmény, Üzbég, Vicsáp és Apáti, illetve Zobordarázs falvakat.

## Népessége
| Év:            | 1994. | 2004.   | 2014.   | 2024.   |
| -------------- | ----- | ------- | ------- | ------- |
| Emberek száma: | 2044  | 2171    | 2261    | 2276    |
| Eltérés:       |       | +6,21 % | +4,14 % | +0,66 % |

| Év:            | 2023. | 2024.   |
| -------------- | ----- | ------- |
| Emberek száma: | 2238  | 2276    |
| Eltérés:       |       | +1,69 % |

Népviseletét Löger Gusztáv (1899) is megörökítette.
1880-ban 982 lakosából 830 szlovák, 62 magyar, 46 német anyanyelvű és 44 csecsemő; Kisandacs 120 lakosából 102 szlovák, 11 német, 3 magyar anyanyelvű és 4 csecsemő.
1890-ben 1032 lakosából 932 szlovák és 37 magyar anyanyelvű volt.
1900-ban 1235 lakosából 1085 szlovák és 73 magyar anyanyelvű volt.
1910-ben 1452 lakosából 1295 szlovák, 111 magyar, 42 német és 4 más nemzetiségű; Kisandacs 110 lakosából 94 szlovák, 8-8 pedig német és magyar.
1919-ben 1465 lakosából 1399 csehszlovák, 41 magyar és 25 német nemzetiségű; ebből 1411 római katolikus, 48 zsidó, 4 evangélikus, 1-1 pedig görögkatolikus és református vallású. Kisandacs 133 lakosából 124 csehszlovák, 4 német és 8 egyéb nemzetiségű; ebből 129 római katolikus, 5 zsidó és 2 evangélikus vallású.
1921-ben 1478-an lakták: 1446 csehszlovák és 14 magyar.
1930-ban 1714 lakosából 1694 csehszlovák és 7 magyar volt.
1991-ben 2085-en lakták: 2076 szlovák és 4 magyar.
2001-ben 2101 lakosából 2068 szlovák és 6 magyar volt.
2011-ben 2234 lakosából 2106 szlovák és 5 magyar.
2021-ben 2222 lakosából 2030 (+5) szlovák, 8 (+5) magyar, 3 (+6) cigány, 1 ruszin, 24 (+5) egyéb és 156 ismeretlen nemzetiségű volt.

## Neves személyek
- Itt született Tihanyi Kálmán mérnök-fizikus (1897–1947). Találmányai a korszerű televízió alapelvére és felépítésére vonatkoztak (pl: ikonoszkóp, 1928).
- Itt született 1926-ban Michal Greguš matematikus és pedagógus.
- Itt született 1931-ben Marína Čeretková-Gállová író.
- Itt szolgált Jancsó András (1756–1824) katolikus lelkész.
- Itt szolgált papként 1815-től Jozef Ignác Bajza író, a szlovák nemzeti megújhodás (felvilágosodás) úttörője.
- Itt szolgált Sághy Vendel (1810–1890) római katolikus plébános.
- Itt szolgált Kovács József teológus, tanár, szentszéki ülnök.

## Nevezetességei

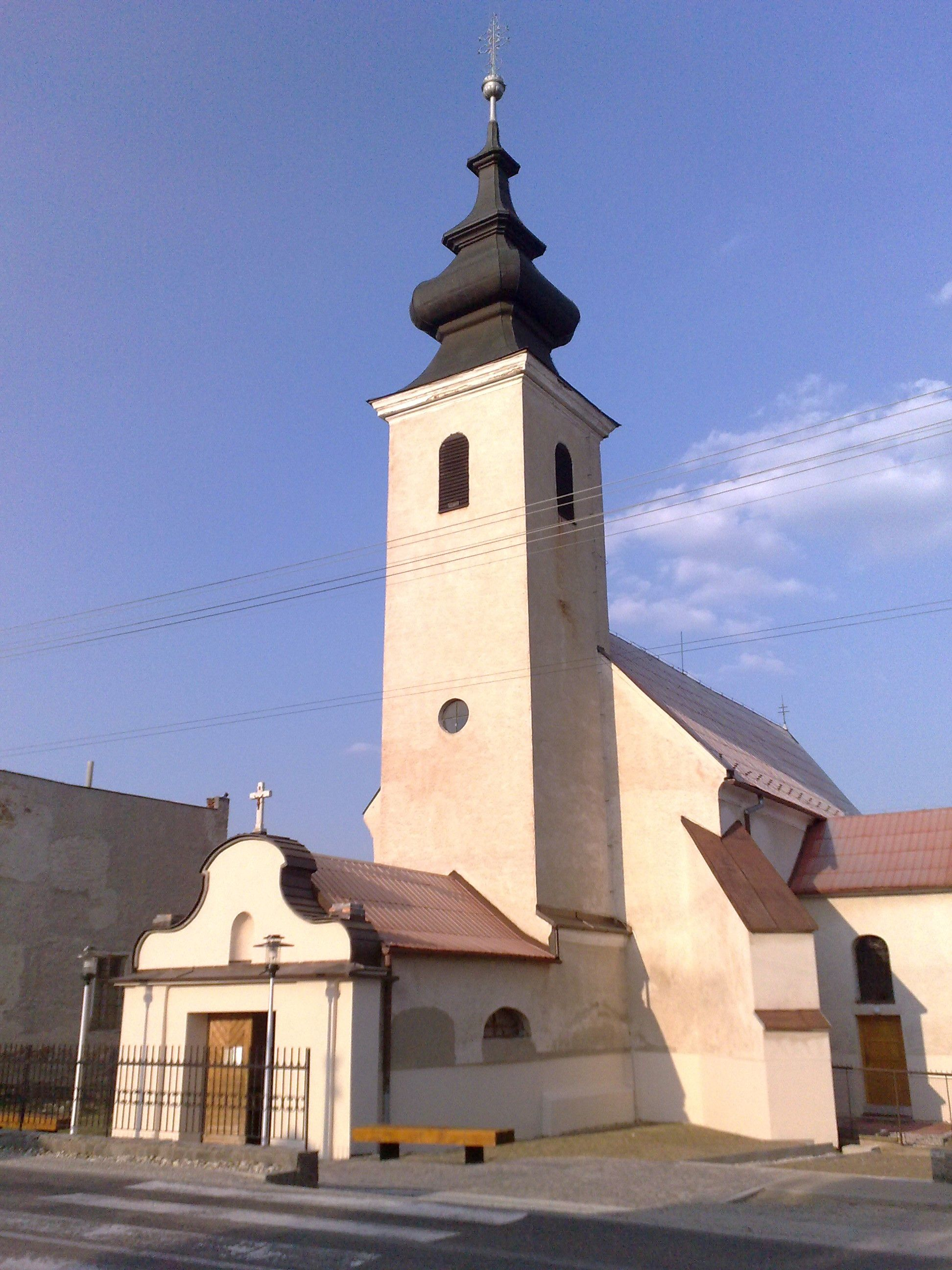
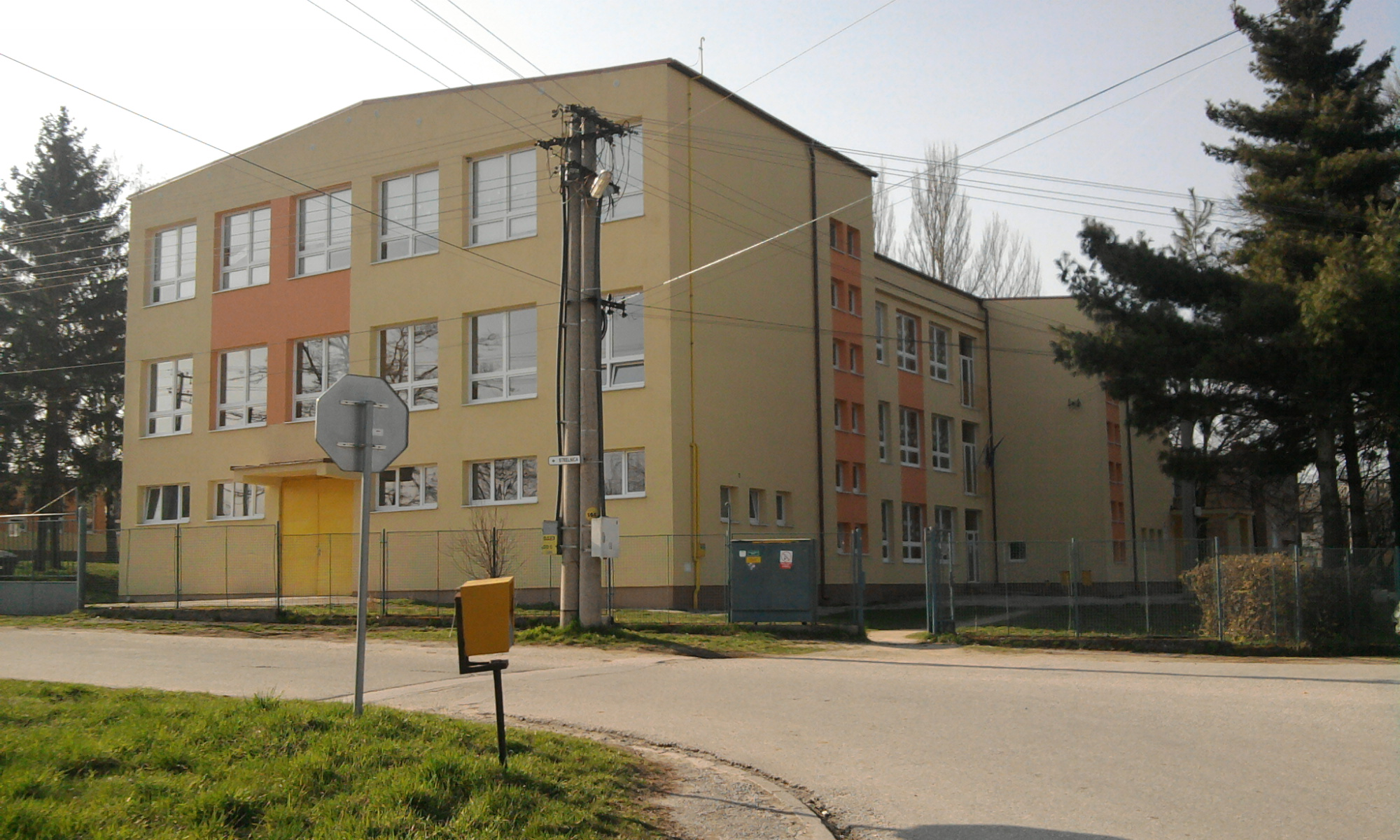
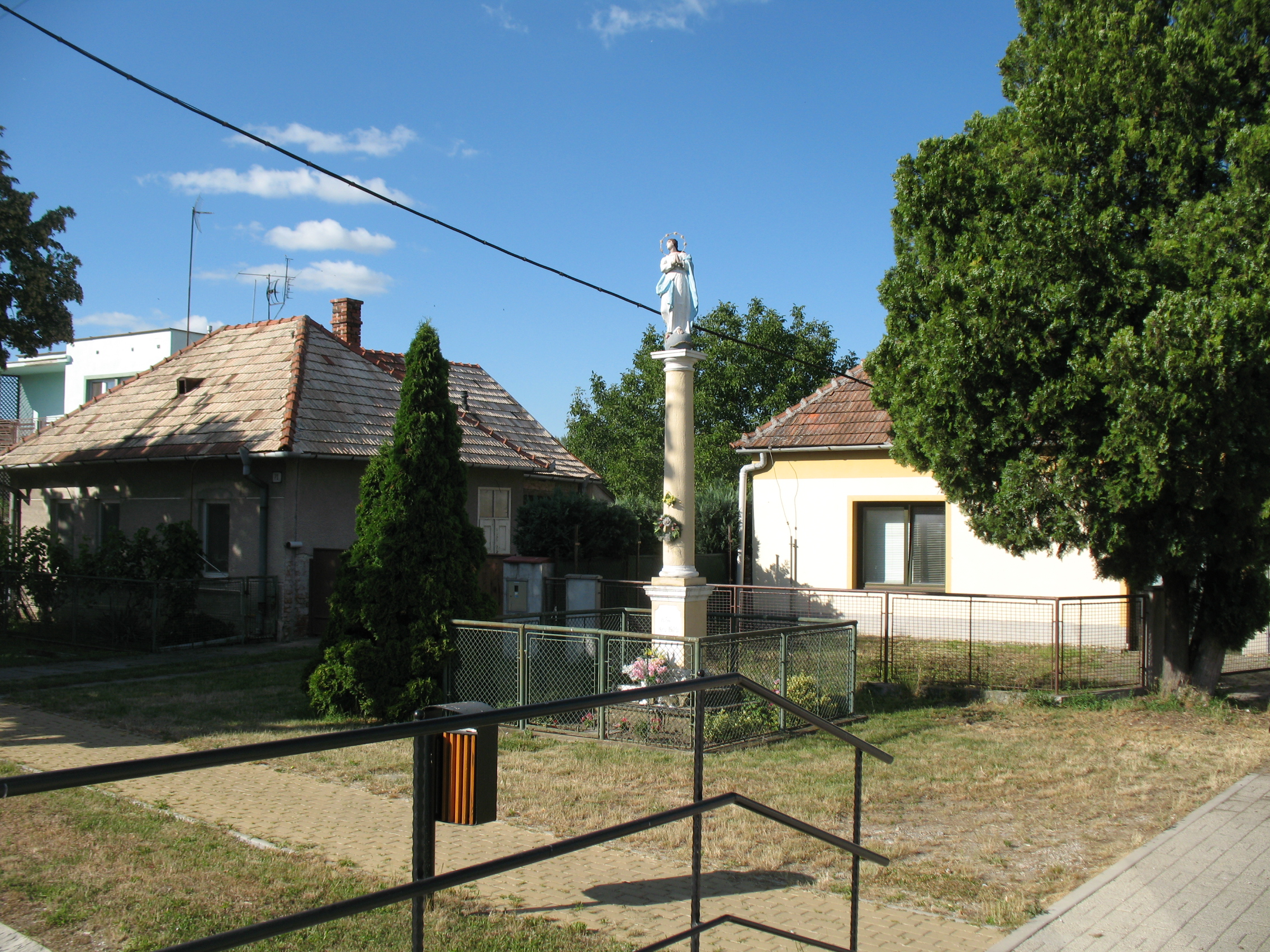

- Szent Kereszt Felmagasztalása tiszteletére szentelt, római katolikus temploma 1397-ben épült gótikus stílusban, 1706-ban átépítették. Reneszánsz oltára 1615-ben épült.

## Külső hivatkozások
- Hivatalos oldal
- E-obce.sk Archiválva 2009. április 6-i dátummal a Wayback Machine-ben
- Községinfó[halott link]
- Üzbég Szlovákia térképén[halott link]